# Kawamura Bunpō
Kawamura Bunpō (河村 文鳳) (1779-1821) est un graveur japonais de la période Edo, spécialiste de l’ukiyo-e.

## Biographie
Kawamura Bunpō est originaire de Kyoto.
Il a comme maître Ganku.

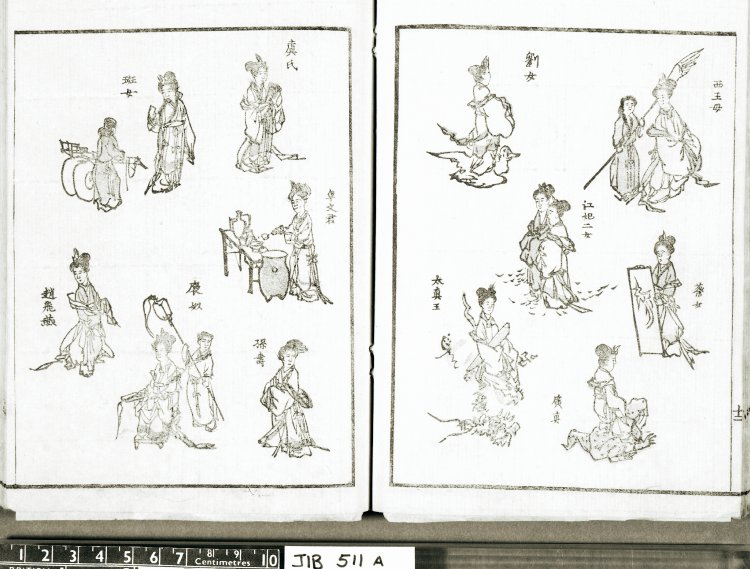
Planches de Bumpo Kanga (1803, British Museum).

Il a publié son premier e-hon, Bumpo Soga (文鳳麁画), en Kansei 12 (寛政 12 — soit en 1800), puis son second, Bumpo Kanga (文鳳漢画), en 1803.
Il a par ailleurs publié trois gafu (carnets de dessins), Bumpo Gafu (1807), Gafu Nihen (1811) et Gafu Sampen (1813). En 1824, il en publie un autre intitulé Manuscrit posthume de paysages, par Bumpo, sur lequel s'est basé Kuniyoshi pour créer le paysage de son estampe Nichiren dans la neige à Tsukahara sur l'île Sado (de la série Esquisses de la Vie du Grand Prêtre, 1830-1831).
Il a un fils adoptif, qui devient son élève, Kawamura Kiho (1778-1852). Il aurait grandement influencé Hokusai pour ses manga.

## Conservation
Le British Museum conserve plusieurs estampes.

#### Monographies
- (en) Ellis Tinios, Kawamura Bumpo: Artist of Two Worlds Paperback, University Gallery Leeds, 2004  (ISBN 978-1874331315).
- (ja) Jihē Echigoya, Bumpō gafu, sampen, Kōchiya Kihē, Osaka, 1813.
- (en) Jack Ronald Hillier, Japanese drawings from the 17th through the 19th century, Shorewood Publishers, New York, 1965 (OCLC 542719).

#### Articles
- (en) Melinda Takeuchi, « Catalogue and Book Reviews - Kawamura Bumpo », Print Quarterly, vol. XXI, no 4, 2004, p. 472.
- (en) Ellis Tinios, « Kawamura Bumpō The Artist and his Books », Print Quarterly, vol. XI, no 3, 1994, p. 265-291.